# San Vicente (La Baña)
San Vicente (en gallego y oficialmente, San Vicenzo) es una villa española situada en la parroquia de La Baña, del municipio de La Baña, en la provincia de La Coruña, Galicia.

## Demografía
| Gráfica de evolución demográfica de San Vicente entre 2000 y 2018 |
|                                                                   |
| Datos según el nomenclátor publicado por el INE.                  |